# William Lee Golden

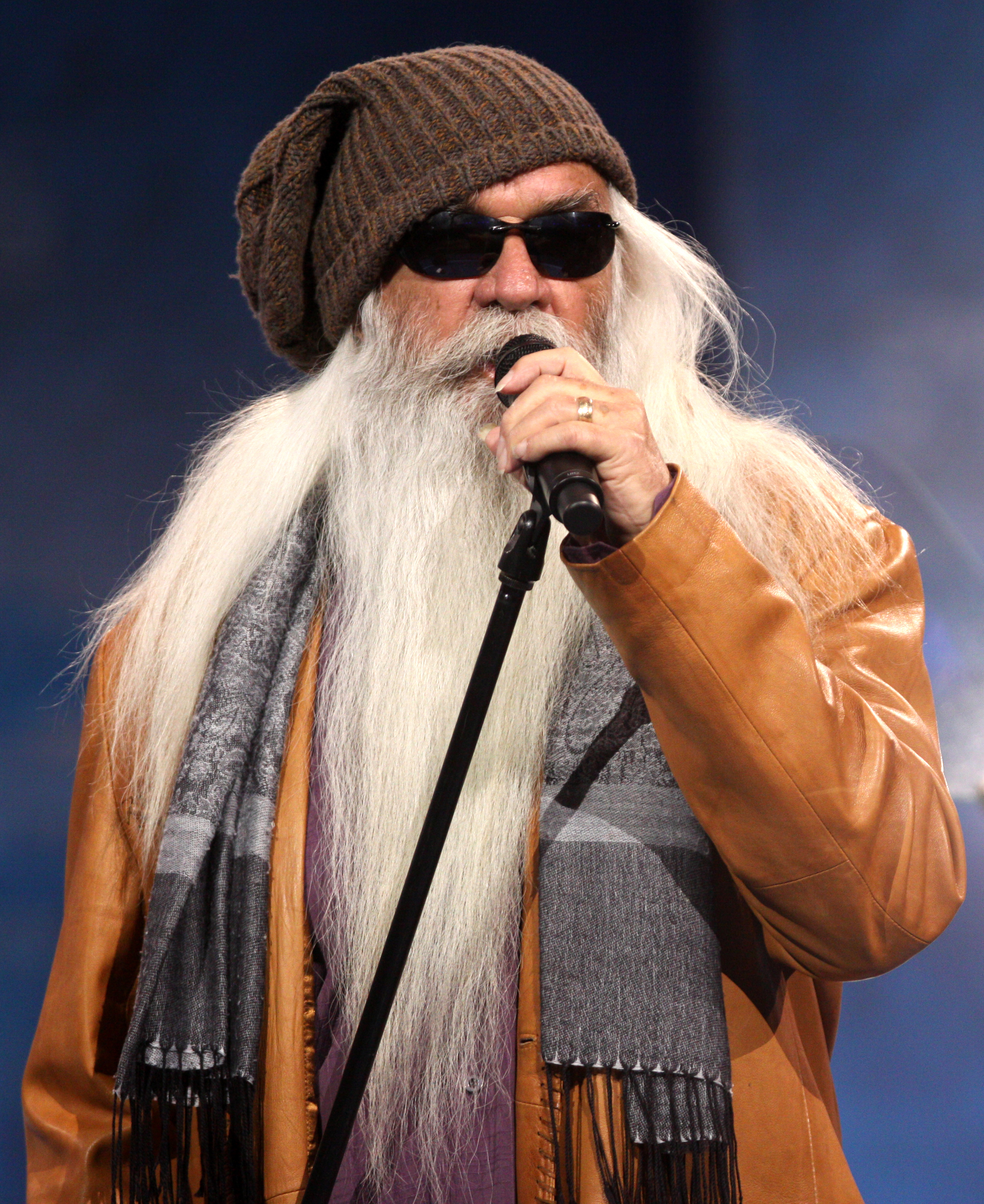
William Lee Golden, 2013

William Lee Golden (* 12. Januar 1939) ist ein US-amerikanischer Country-Sänger. Zwischen 1965 und 1987 war er und seit Dezember 1995 ist er erneut der Bariton-Sänger des Country-Gesangsquartetts The Oak Ridge Boys.
Als Mitglied der Oak Ridge Boys wurde er im Jahr 2015 in die Country Music Hall of Fame aufgenommen.

## Karriere
Golden trat den The Oak Ridge Boys (die damals noch eine Southern Gospel Gruppe waren) im Jahr 1965 bei. Markenzeichen Golds sind unter anderem seine hüftlangen Haare und Bart. Nachdem die anderen drei Mitglieder der Oak Ridge Boys das Image der Band verändern wollten, wurde er 1987 aus der Band geworfen. Er wurde durch Steve Sanders ersetzt, blieb aber als Solo-Künstler bei seinem Plattenlabel MCA Records und nahm dort ein Album mit dem Titel American Vagabond auf, welches auch zwei Chart-Singles enthielt. Im Jahr 1990 wechselte er zu Mercury Records und veröffentlichte dort den Song Louisiana Red Dirt Highway.
Steve Sanders verließ 1995 die Gruppe und Golden kehrte am Neujahrsabend desselben Jahres als Bandmitglied zurück.

## Privatleben
Golden ist bereits zum vierten Mal verheiratet. Die aus einer dieser Ehen entstandenen Söhne Rusty und Chris nahmen zwischen 1988 und 1991 unter dem Namen The Goldens bei Epic Records und Capitol Records Musik auf. Sie waren zudem Teil seiner Road Band, als er als Solokünstler auftrat.

## Die "Golden Era Plantation"
Goldens Domizil ist unter dem Namen The Golden Era Plantation bekannt. Errichtet in 1786, ist es das älteste Backsteinhaus in Sumner County, Tennessee. Das Gebäude im Federal-Stil wurde 1786 unter dem Namen "Pilot’s Knob" auf einem Militärposten während des Amerikanischen Unabhängigkeitskriegs gebaut, der unter dem Kommando von Captain James Franklin, dem Vater des späteren Plantagen- und Sklavenbesitzers Isaac Franklin (1789–1846), stand. Nach dem Krieg wurde ihm weiteres Land zu seinem Grundstück gewährt.
Während des Sezessionskriegs fungierte die Plantage als stationäres Lager für Soldaten der  Konföderierten. Um ihr wertvolles Gold und Silber vor den sich nähernden Soldaten der Union zu schützen, begruben sie ihre Wertsachen im Boden um das Haus herum. Während einer Renovation des Hauses im Jahr 1976 kamen die Schätze erneut zum Vorschein.
Das Gelände wurde bereits von zwei Tornados getroffen; einmal im Jahr 1892 und ein zweites Mal am 6. April 2006. Der erste Tornado riss den ersten Stock des Gebäudes mit sich. Nach Reparaturen wurde das Haus zu einem einstöckigen Gebäude umgebaut. Bei den Reparaturen, die durch den zweiten Tornado nötig wurden, wurde die ursprüngliche Form des Gebäudes wieder hergestellt und so der erste Stock rekonstruiert. William Lee Golden lebt heute noch dort.

## Diskografie

### Alben
| Jahr | Titel             | US Country | Label                 |
| ---- | ----------------- | ---------- | --------------------- |
| 1986 | American Vagabond | 53         | MCA                   |
| 2000 | My Life's Work    | —          | Audio Visual Arts III |
| 2010 | The Artist        | —          | self-released         |

### Singles
| Jahr | Titel                      | Chartposition | Chartposition | Album             |
| Jahr | Titel                      | US Country    | CAN Country   | Album             |
| ---- | -------------------------- | ------------- | ------------- | ----------------- |
| 1986 | Love Is the Only Way Out   | 53            | 58            | American Vagabond |
| 1986 | You Can't Take It with You | 72            | 52            | American Vagabond |
| 1990 | Keep Lookin' Up            | —             | —             | —                 |
| 1990 | Louisiana Red Dirt Highway | —             | —             | —                 |

### Gast-Singles
| Jahr | Titel            | Interpreten  | US Country |
| ---- | ---------------- | ------------ | ---------- |
| 1990 | Tomorrow's World | verschiedene | 74         |

### Musikvideos
| Jahr | Titel                      |
| ---- | -------------------------- |
| 1990 | Keep Lookin' Up            |
| 1990 | Louisiana Red Dirt Highway |